# Bolivianisches Eichhörnchen
Das Bolivianische Eichhörnchen (Sciurus ignitus) ist eine Hörnchenart aus der Gattung der Eichhörnchen (Sciurus). Es kommt im Westen Südamerikas von Peru über Teile Westbrasiliens  und in Bolivien bis in den Norden Argentiniens vor.

## Merkmale
Das Bolivianische Eichhörnchen erreicht eine Kopf-Rumpf-Länge von etwa 14,0 bis 20,2 Zentimetern, hinzu kommt ein etwa 15,0 bis 20,0 Zentimeter langer Schwanz. Das Gewicht beträgt 183 bis 242 Gramm. Die Rückenfärbung ist agouti-braungrau, der Bauch ist weißlich sandfarben bis orange. Die Ohren sind nach vorn gerichtet und hinter ihnen liegen auffällige hellbraune Postaurikularflecken. Der Schwanz entspricht in seiner Färbung dem Rückenfell, ist häufig allerdings gelborange gefrostet.

## Verbreitung
Das Bolivianische Eichhörnchen kommt im Westen Südamerikas im Bereich der Anden von Peru über Teile Westbrasiliens und in Bolivien bis in den Norden Argentiniens vor. 2015 wurde zudem ein erster Nachweis der Art in Paraguay in der westlichen Chaco-Pantanal-Region im Grenzgebiet zu Bolivien und Brasilien dokumentiert.

## Lebensweise
Das Bolivianische Eichhörnchen lebt im immergrünen trockenen bis feuchten Regenwald und kann auch in gestörten Waldbereichen vorkommen. Es ist wie andere Eichhörnchen tagaktiv und lebt in allen Baumschichten mit Ausnahme der Kronenschicht. Zudem läuft die Art auch über den Boden, meistens in dichter Vegetation. Die Tiere leben als Einzelgänger und bauen ihre kugeligen Nester in sechs bis zehn Metern Höhe im Geäst der Bäume oder zwischen Ranken und Lianen. Sie ernähren sich von Samen, Nüssen, Früchten und Pilzen, außerdem von Insekten. Bei Bedrohung stoßen die Tiere eine Reihe von ruhigen bellenden Lauten („chucks“) aus.

## Systematik
Das Bolivianische Eichhörnchen wird als eigenständige Art innerhalb der Gattung der Eichhörnchen (Sciurus) eingeordnet, die aus fast 30 Arten besteht. Die wissenschaftliche Erstbeschreibung stammt von John Edward Gray  aus dem Jahr 1867, der die Art als Macroxus ignitus anhand von Individuen aus der Yungas-Region am Oberlauf des Río Beni in Bolivien beschrieb. In der gleichen Veröffentlichung Synopsis of the species of American squirrels in the collection of the British Museum, die in den Annals and Magazine of Natural History erschien, beschrieb er zudem die Arten Macroxus leucogaster ebenfalls aus Bolivien und Macroxus irroratus aus Brasilien, die beide heute als Synonyme zu Sciurus ignitus betrachtet werden.
Innerhalb der Art werden mit der Nominatform fünf Unterarten unterschieden:
- Sciurus ignitus ignitus: Nominatform; östlich der Anden in Bolivien und dem angrenzenden Peru. Bei dieser Form ist die Bauchseite ocker- bis sandfarben.
- Sciurus ignitus argentinius: von Bolivien bis in den äußersten Nordwesten von Argentinien. Die Unterart hat eine gelbliche Bauchfärbung sowie einen rosafarbenen bis rötlichen Farbeinschlag an den Ohren.
- Sciurus ignitus boliviensis: im größten Teil von Bolivien. Es handelt sich um eine große Form mit weißer Bauchseite.
- Sciurus ignitus cabrerai: in Brasilien. Die Rückenfärbung ist dunkel kastanienbraun und durchsetzt mit rötlichen Haarspitzen. Die Ohren sind orange umrandet und dadurch fuchsrot gefärbt, hinter dem Ohr befindet sich zudem ein rötliches Haarbüschel. Auch die Oberseiten der Hände und Füße sind rötlich.
- Sciurus ignitus irroratus: in Peru östlich der Anden. Die Unterart hat einen gelben Bauch.

## Status, Bedrohung und Schutz
Das Bolivianische Eichhörnchen wird von der International Union for Conservation of Nature and Natural Resources (IUCN) aufgrund unzureichender Daten zu den Beständen, der Taxonomie und zu den ökologischen Bedürfnissen nicht in eine Gefährdungskategorie eingeordnet, sondern als „data deficient“ gelistet.

## Belege
1. 1 2 3 4 5  Richard W. Thorington Jr., John L. Koprowski, Michael A. Steele: Squirrels of the World. Johns Hopkins University Press, Baltimore MD 2012, ISBN 978-1-4214-0469-1, S. 56–57.
2. 1 2  Sciurus ignitus in der Roten Liste gefährdeter Arten der IUCN 2015.3. Eingestellt von: G. Amori, J. Koprowski, L. Roth, 2008. Abgerufen am 30. Oktober 2015.
3. ↑  Robert M. Timm, José L. Cartes, Mirtha Ruiz-Díaz, Rodrigo Zárate, Ronald H. Pine: Distribution and ecology of squirrels (Rodentia: Sciuridae) in Paraguay, with first country records for Sciurus ignitus. The Southwestern Naturalist 60 (1), 2015;  S. 121–127. doi:10.1894/RTS-22.1
4. 1 2  Sciurus ignitus In: Don E. Wilson, DeeAnn M. Reeder (Hrsg.): Mammal Species of the World. A taxonomic and geographic Reference. 2 Bände. 3. Auflage. Johns Hopkins University Press, Baltimore MD 2005, ISBN 0-8018-8221-4.
5. ↑  Melissa J. Merrick, Shari L. Ketcham, and John L. Koprowski: Sciurus ignitus (Rodentia: Sciuridae). Mammalian Species Volume 46 (915), 2014; S. 93–100. doi:10.1644/915.100.